# ابواسحاق جویباری
ابواسحاق ابراهیم بن محمد بخاری جویباری یا محمدابراهیم بن محمد از پیشگامان سرودن شعر به فارسی بوده‌است. اولین شغل وی زرگری بوده‌است. او در روزگار سامانیان می‌زیسته‌است. شعر زیر از اوست:
| به ابر پنهان کرد آفتاب تابان را      |  | به سبزه بنهفت آن لاله برگ خندان را |
| به سوی هر دو مهش برد و شاخ ریحان بود |  | به شاخ مورْد به پیوست شاخ ریحان را  |
| بتی که خسته‌دلان را به بوسه درمان‌است  |  | دریغ دارد از این درددیده درمان را  |
| به ابر نیسان مانم کنون من از غم او   |  | سزد که صنعت خوبست ابر نیسان را     |
| به یک گذر که سحرگاه بر گلستان کرد    |  | بهشت کرد سراسر همه گلستان را       |